# Carl Ulrik Wallenstrand
Carl Ulrik Wallenstrand, född 2 november 1785 i Stockholm, död 18 januari 1816 i Stockholm, var en svensk miniatyrmålare och tecknare.
Han var son till en tullinspektör. Wallenstrand avlade hovrättsexamen 1807 och utnämndes 1813 till extra ordinarie konduktör vid Konglig Museum. Han medverkade i Konstakademiens utställning 1809 med ett flertal verk med landskapsskildringar och porträtt av bland annat kaptenen Axel Ferd. Reutercrona och general Lillienhök sårad vid Lützen.